# Juanjo Guarnido
Juanjo Guarnido (Granada, 31 augustus 1967) is een Spaans stripauteur en animator van tekenfilms. Hij is vooral bekend door de stripreeks Blacksad.

## Carrière
Guarnido groeide op in Salobreña en volgde een kunstopleiding in Madrid. Hij begon zijn carrière als tekenaar bij de Spaanse uitgeverij die de Amerikaanse strips van Marvel Comics uitgaf. Omdat hij weinig toekomst zag in de Spaanse stripwereld ging hij aan de slag als animator van tekenfilms. In 1990 verhuisde hij naar Madrid, waar hij drie maanden lang een opleiding animatiefilm volgde in de studio’s van Lápiz Azul. Hij verhuisde vervolgens in 1993 naar Parijs om in de Disney studio in Montreuil te werken en werkte mee aan De klokkenluider van de Notre Dame, Hercules en Tarzan.
Al bij de Spaanse animatiestudio Lápiz Azul had Guarnido zijn landgenoot Juan Díaz Canales leren kennen en samen maakten ze de strip Blacksad. Deze strip kende vanaf het eerste deel succes. Naast deze stripreeks tekende Guarnido ook de strip Tovenarij, een avontuur in drie delen op scenario van Teresa Valero, de echtgenote van Díaz Canales. Beide stripreeksen werden uitgegeven door Dargaud en waren in eerste instantie gericht op de Franse markt. Daarnaast tekende Guarnido ook nog het 13e deel van de stripreeks Reiziger op scenario van Éric Stalner en Pierre Boisserie. Hij had al eerder enkele covers van deze reeks getekend.
In 2014 animeerde Guarnido de videoclip van het lied Freak of the Week van de metalgroep Freak Kitchen.
Samen met schrijver Alain Ayroles maakte Guarnido het album Het Goud van de Zwendelaar dat in 2019 in Frankrijk werd gepubliceerd en in 2020 in het Nederlands, een avontuur dat zich afspeelt tegen de achtergrond van de Spaanse ontdekkingsreizen in de "Nieuwe Wereld" in de zestiende eeuw.